# Fredrik Dversnes
Fredrik Dversnes (Egersund, 20 maart 1997) is een Noors wielrenner die anno 2025 uitkomt voor Uno-X Mobility. 
Dversnes reed van 2020-2021 voor de Noorse wielerploeg Team Coop. In 2022 kwam hij onder contract bij het eveneens Noorse Uno-X Pro Cycling Team dat in 2025 verderging als Uno-X Mobility. In 2021 won hij de meerdaagse koers Ronde van Rhodos en in 2023 werd hij Noors kampioen op de weg.

## Overwinningen
2021
Eindklassement Ronde van Rhodos
 Bergklassement Arctic Race of Norway
2023
Route Adélie de Vitré
4e etappe Région Pays de la Loire Tour
 Noors kampioenschap wielrennen op de weg
2024
1e etappe Ronde van Poitou-Charentes in Nouvelle-Aquitaine
2025
5e etappe Tirreno-Adriatico
4e etappe Arctic Race of Norway

## Resultaten in voornaamste wedstrijden
|      | \| Jaar \| Milaan-San Remo \| Amstel Gold Race \| Luik-Bast.‑Luik \| Waalse Pijl \| Clásica San Sebastián \| \| ---- \| --------------- \| ---------------- \| --------------- \| ----------- \| --------------------- \| \| 2022 \| \| \| 108e \| 117e \| \| \| 2023 \| \| 56e \| 64e \| 133e \| \| \| 2024 \| 47e \| \| \| \| opgave \| \| 2025 \| 56e \| 32e \| 65e \| 58e \| \| |                  |                 |             |                       |
| Jaar | Milaan-San Remo | Amstel Gold Race | Luik-Bast.‑Luik | Waalse Pijl | Clásica San Sebastián |
| 2022 | |                  | 108e            | 117e        |                       |
| 2023 | | 56e              | 64e             | 133e        |                       |
| 2024 | 47e |                  |                 |             | opgave                |
| 2025 | 56e | 32e              | 65e             | 58e         |                       |

## Ploegen
- 2020 –  Team Coop
- 2021 –  Team Coop
- 2021 –  Gazprom-RusVelo (stagiair vanaf 1 augustus)
- 2022 –  Uno-X Pro Cycling Team
- 2023 –  Uno-X Pro Cycling Team
- 2024 –  Uno-X Pro Cycling Team
- 2025 –  Uno-X Mobility

Bojev · Canola · D. Cima · I. Cima · Kotsjetkov · Kreuziger · Koezmin · Koeznetsov · Nekrasov · Nytsj · Rikoenov · Rovny · Scaroni · Sjaloenov · Strachov · Tsjerkasov · Tsjernetski · Vacek · Velasco · Zakarin · Dversnes (stagiair) · Lucca (stagiair) · Lunder (stagiair)
Abrahamsen · Andersen · Blikra · Charmig · Dversnes · Eg · Gregaard · Gudmestad · Halvorsen · Hansen · Hindsgaul · Holter · Hulgaard · A. Johannessen · T. Johannessen · K. Kulset · S. Kulset · Larsen · Levy · Resell · Saugstad · A. Skaarseth · I. Skaarseth · Sleen · Tiller · Træen · Urianstad · Wærenskjold · Wærsted
Abrahamsen · Andersen · Bendixen · Blikra  · Blume Levy · Charmig · Dversnes · Eg · Fredheim · Gregaard · Gudmestad · Halvorsen · Hindsgaul · Holter · A. Johannessen · T. Johannessen · Kristoff · M. Kulset · S. Kulset · Larsen · Norman Leth · Resell · Sander Hansen · Skaarseth · Tiller · Træen · Urianstad · Wærenskjold
Abrahamsen · Andersen · Bendixen · Bévort · Blikra  · Blume Levy · Cort · Dversnes · Eiking (vanaf 8/2) · Fredheim · Gudmestad · Hoelgaard · Holter · Hvideberg · A. Johannessen · T. Johannessen · Kristoff · J. Kulset · M. Kulset · S. Kulset · Larsen · Leknessund · Løland · Resell · Sander Hansen · Skaarseth · Tiller · Urianstad · Wallin · Wærenskjold